# Natalia Bielawska
Natalia Bielawska (ur. 1982 w Krakowie) – polska pisarka, absolwentka polonistyki UJ, debiutowała na łamach kwartalnika literackiego Red. tekstem paradramatycznym Noc Nie-Przes-Pana Rymo-Wania. W kwietniu 2009 r. nakładem wydawnictwa Zysk i S-ka ukazała się jej debiutancka powieść American Dream. Niedopowieść.